# Aeroportul Nepalgunj
Aeroportul Nepalgunj (IATA: KEP, ICAO: VNNG) este un aeroport din Banke District⁠(d), Lumbini Province⁠(d), Nepal ce deservește zona Nepalgunj⁠(d). Aeroportul a fost tranzitat în 2019 de 453.433 de pasageri. A fost numit după zona deservită.
Situat la o altitudine de 165 m, aeroportul dispune de o singură pistă.